# Star Trek: Raumschiff Voyager/Staffel 5
Die fünfte Staffel der Fernsehserie Star Trek: Raumschiff Voyager wurde ab  Oktober 1998 in den USA erstausgestrahlt. In Deutschland wurde die Staffel von April bis Oktober 2000 erstmals gezeigt.

## Episoden und Erstausstrahlung
| Nr. (ges.) | Nr. (St.) | Deutscher Titel            | Originaltitel            | Erstausstrahlung USA | Deutschsprachige Erstausstrahlung (D) | Regie                                       | Drehbuch                                                                  |
| --- | --------- | -------------------------- | ------------------------ | -------------------- | ------------------------------------- | ------------------------------------------- | ------------------------------------------------------------------------- |
| 95 | 1         | Nacht                      | Night                    | 14. Okt. 1998        | 1. Apr. 2000                          | David Livingston                            | Brannon Braga, Joe Menosky                                                |
| Die Voyager reist durch einen leeren Raum ohne Planetensysteme. Außer einer erhöhten Thoriumstrahlung können die Sensoren nichts erfassen. Die absolute Leere, die Ereignislosigkeit sowie die Aussicht, dass die Reise durch diesen Bereich des Raumes noch zwei Jahre andauern wird, lasten schwer auf der Crew. Selbst Captain Janeway zieht sich von der Mannschaft zurück und entwickelt Symptome einer Depression. Durch einen unbekannten Effekt verliert die Voyager plötzlich jede Energie und es kommt zu einem Totalausfall aller Systeme. Tuvok und Kim gelingt es, einen modifizierten Photonentorpedo als eine Art Leuchtfackel abzuschießen, wodurch fremde Raumschiffe in der Nähe sichtbar werden. Gleichzeitig werden Paris und Seven im Holodeck von einem Eindringling angegriffen. Es gelingt den beiden, sich zu verteidigen und den schwer verletzten Eindringling auf die Krankenstation zu bringen, wo der Doktor schwerste Schädigungen durch Thoriumstrahlung diagnostiziert. Es kommt zum Kampf zwischen der Voyager und den fremden Schiffen, wobei die Voyager zu unterliegen droht. In dieser Situation taucht ein Schiff der Malon auf und vertreibt die Fremden. Der Captain des Malon-Schiffes bietet der Voyager-Crew an, sie zu einem Raumwirbel zu führen, welcher der Voyager die weitere Reise durch den leeren Raum ersparen würde. Im Gegenzug verlangt er die Auslieferung des fremden Wesens auf der Krankenstation. Die Voyager-Besatzung findet mit Hilfe des fremden Wesens heraus, dass der Malon-Captain hochgiftige, strahlende Abfälle im leeren Raum verklappt und dadurch die fremden Wesen schädigt. Daraufhin bietet die Crew dem Malon-Captain konkrete technische Unterstützung und Geräte an, um in Zukunft die gefährlichen Abfälle behandeln und weiterverwenden zu können. Der Captain lehnt dies ab, da hierdurch sein hochprofitables Geschäftsmodell gefährdet würde. Die Voyager-Crew entscheidet sich dafür, den Raumwirbel zu nutzen und dann mit Photonentorpedos dauerhaft zu verschließen, um die weitere Verbringung von Abfällen zu unterbinden. Mit Hilfe der fremden Wesen gelingt dieses Vorhaben schließlich. |           |                            |                          |                      |                                       |                                             |                                                                           |
| 96 | 2         | Die Drohne                 | Drone                    | 21. Okt. 1998        | 8. Apr. 2000                          | Les Landau                                  | Bryan Fuller, Brannon Braga, Joe Menosky; Idee: Bryan Fuller, Harry Kloor |
| Torres, Paris, Seven und der Doctor beobachten in einem Shuttle die Entstehung eines Protonebels. Da dieser schneller expandiert als vorausgesehen, muss die Shuttlecrew per Nottransport gerettet werden. Dabei wird der mobile Holoemitter des Doktors beschädigt. Torres bringt den Emitter ins Wissenschaftslabor, um über Nacht eine Diagnose durchzuführen. Am nächsten Morgen hat sich im Labor Borg-Technik ausgebreitet und eine Reifungskammer inklusive Borg-Embryo ist entstanden. Die Crew findet heraus, dass sich einige von Sevens Nanosonden während des Nottransports mit dem Holoemitter verbunden haben. Mit rasender Geschwindigkeit reift nun eine Borg-Drohne mit der assimilierten Technik des Emitters aus dem 29. Jahrhundert heran. Captain Janeway entscheidet sich gegen die schnelle Vernichtung der Drohne und hofft, dass sich diese mit Sevens Hilfe zu einem Individuum entwickeln kann. Nach anfänglichen Schwierigkeiten gelingt es Seven und der Besatzung, mit der Drohne zu kommunizieren. Diese entwickelt nach und nach ein individuelles Bewusstsein, nennt sich selbst „Eins“ und baut zu der Crew, insbesondere zu Seven, eine Beziehung auf. Obwohl Seven dies zu verhindern versucht, sendet Eins unabsichtlich ein Borg-Signal und macht damit das Borgkollektiv auf seine Existenz aufmerksam. Ein Borgschiff fängt die Voyager ab und droht die Crew zu assimilieren. Eins hilft bei der Verteidigung der Voyager und beamt sich schließlich an Bord des Borgschiffs. Hier verbindet er sich mit dem Kollektiv und steuert das Borgschiff in den Protonebel, woraufhin dieses zerstört wird. Der schwer verletzte Eins wird auf die Krankenstation der Voyager gebeamt, wo er sich einer Behandlung widersetzt. Er wählt den Tod, da die Crew der Voyager durch seine Anwesenheit immer der Gefahr von Borgangriffen ausgesetzt wäre. |           |                            |                          |                      |                                       |                                             |                                                                           |
| 97 | 3         | Extreme Risiken            | Extreme Risk             | 28. Okt. 1998        | 15. Apr. 2000                         | Cliff Bole                                  | Kenneth Biller                                                            |
| Ein Schiff der Malon versucht eine Forschungssonde der Voyager abzufangen und an Bord zu nehmen. Die Voyager-Crew steuert die Sonde daraufhin in einen Gasriesen, um den Verfolger abzuschütteln. Durch den extremen atmosphärischen Druck wird das Schiff der Malon zerstört, wohingegen die Sonde dank adaptierter Borgtechnik unbeschädigt bleibt. Eine Bergung aus der Ferne ist aber auch der Voyager nicht möglich. Paris schlägt vor, seine Pläne für ein neuartiges Shuttle, den Delta-Flyer, umzusetzen. Dieses Shuttle soll speziell für die rauen Bedingungen des Delta-Quadranten optimiert und extrem robust sein. Dies wird durch neuartige Technik, welche die Voyager auf ihrer bisherigen Reise studieren konnte, ermöglicht. Mit Hilfe dieses Shuttles könnte man nahe genug an die Sonde heran fliegen und diese bergen. Die Crew macht sich mit Begeisterung an die neue Aufgabe. Einzig Torres ist ungewöhnlich desinteressiert. Schon vorher ist sie durch ihr zunehmend passives und gleichgültiges Verhalten aufgefallen. Aber alle Versuche von Paris und Neelix, einen Zugang zu ihr zu finden, werden von ihr abgewehrt. Zwischenzeitlich ist ein weiteres Schiff der Malon aufgetaucht und Seven findet heraus, dass die Malon ebenfalls an einem neuartigen Shuttle arbeiten, um ihrerseits die Sonde zu bergen. Es entsteht ein Wettlauf zwischen den beiden Crews um die Fertigstellung ihrer jeweiligen Shuttles, da Captain Janeway die neuartige Technologie der Sonde auf keinen Fall den Malon überlassen will. Torres testet in einer Simulation auf dem Holodeck das neue Shuttle in einer gefährlichen Flugsituation, wobei sie absichtlich die Sicherheitsmechanismen des Holodecks abschaltet. Dabei wird sie verletzt. Auf der Krankenstation diagnostiziert der Doctor viele ältere, zum Teil schwere Verletzungen, welche aber nur unzureichend behandelt wurden. Von Captain Janeway zur Rede gestellt verschließt sich Torres jedoch weiterhin, weshalb sie vom Dienst suspendiert wird. Chakotay findet heraus, dass Torres mehrere gefährliche Holodeckszenarien ohne Sicherheitsmechanismen erschaffen hat. Er konfrontiert sie auf dem Holodeck mit einem Szenario, das viele tote Kameraden des Maquis zeigt, und stellt sie zur Rede. Torres berichtet schließlich davon, wie die Nachricht der endgültigen Vernichtung des Maquis, der Verlust vieler ehemaliger Kameraden und ihre eigene Hilflosigkeit weitab im Delta-Quadranten sie habe verzweifeln lassen. Um überhaupt noch irgendetwas zu spüren, habe sie sich immer gefährlicheren Situationen ausgesetzt. Inzwischen konnten die Malon ihr Shuttle starten und die Voyager-Crew ist gezwungen, das Risiko einzugehen, mit ihrem noch nicht vollständig fertiggestellten Shuttle zu starten. Torres bittet Chakotay sie mitfliegen zu lassen, was dieser ihr schließlich erlaubt. Zwar gelingt es der Shuttlecrew, die Malon zum Aufgeben zu zwingen und die Sonde zu bergen, dabei wird das Shuttle jedoch schwer beschädigt. Durch Improvisation gelingt es Torres aber, die Schäden einzudämmen und eine Rückkehr zu ermöglichen. |           |                            |                          |                      |                                       |                                             |                                                                           |
| 98 | 4         | In Fleisch und Blut        | In the Flesh             | 4. Nov. 1998         | 22. Apr. 2000                         | David Livingston                            | Nick Sagan                                                                |
| Chakotay und Tuvok untersuchen mit dem Delta-Flyer ein Habitat auf einer Raumstation. Dort befindet sich eine täuschend ähnliche Nachbildung der Sternenflotten-Akademie in San Francisco. Chaktoay führt ein kurzes Gespräch mit dem Gärtner der Akademie, Boothby, während Tuvok sich in einer Offiziersbar umschaut. Als einer der anwesenden Männer sich verformt und verfärbt, wollen die beiden zurück auf den Flyer beamen. Ein Fähnrich versucht sie aufzuhalten, Tuvok kann ihn aber überwältigen und mit auf die Voyager nehmen. Nach der Feststellung, dass der Fähnrich kein Mensch ist, bringt dieser sich mittels Gift um. Eine Autopsie ergibt, dass es sich um einen Angehörigen der Spezies 8472 handelt. Janeway vermutet, dass die Station den Zweck hat, den Alpha-Quadranten zu infiltrieren, und will Spezies 8472 mittels der modifizierten Nanosonden vernichten. Chakotey begibt sich zurück auf die Station, wird dort aber enttarnt. Janeway will die Station mittels der Waffen der Voyager vernichten. Währenddessen kommt Chakotay mit Boothby ins Gespräch, welcher sich als Anführer der Station zu erkennen gibt. Janeway und Boothby kommen zusammen und einigen sich abschließend zu einer friedlichen Übereinkunft und tauschen als Zeichen guten Willens Technologien, um sich gegenseitig besser verstehen zu können. |           |                            |                          |                      |                                       |                                             |                                                                           |
| 99 | 5         | Es war einmal              | Once Upon a Time         | 11. Nov. 1998        | 22. Apr. 2000                         | John Kretchmer                              | Michael Taylor                                                            |
| 100 | 6         | Temporale Paradoxie        | Timeless                 | 18. Nov. 1998        | 29. Apr. 2000                         | LeVar Burton                                | Brannon Braga, Joe Menosky; Idee: Rick Berman, Brannon Braga, Joe Menosky |
| 15 Jahre in der Zukunft beamen Chakotay und Harry Kim auf einen Eisplaneten, auf dem die Voyager eine Bruchlandung gemacht hat, bei der die Besatzung getötet wurde. Sie aktivieren den Doktor und erklären ihm, dass die Crew versuchte, mit einem neu entwickelten Quantenslipstream-Antrieb schneller zur Erde zu gelangen. Weil immer wieder Phasenvarianzen auftraten, flogen Chakotay und Harry im Delta-Flyer voraus, so dass Harry die aktuelle Varianz messen und der Voyager die nötige Phasenkorrektur übermitteln konnte. Dabei machte er einen Fehler, der zum Unfall führte. Chakotay und Harry reisten im Slipstream zur Erde, aber die Sternenflotte gab nach einigen Jahren die Suche nach der Voyager auf. Die beiden suchten auf eigene Faust weiter und stahlen einen temporalen Borg-Transmitter, mit dem Harry nun die richtigen Daten an Seven of Nine in der Vergangenheit senden will. Unterstützt werden die beiden von Tessa Omond, Chakotays Freundin, während die Sternenflotte sie jagt. Mit der Hilfe des Doktors schickt Harry Seven die neuen Werte, aber auch diese sind falsch und bewirken eine tödliche Bruchlandung. Der Doktor schlägt vor, mit einer Nachricht dafür zu sorgen, dass der Slipstream-Flug beendet wird, ohne die Voyager oder den Delta-Flyer zu beschädigen. Harry setzt dies im letzten Augenblick um, und die Vergangenheit wird entsprechend geändert. Voyagers Reise wurde durch den Slipstream um fast 10 Jahre verkürzt. Der junge Harry hat seinen Fehler entdeckt und ist untröstlich, bis Janeway ihm eine Video-Nachricht vom zukünftigen Harry zeigt, der erklärt, dass er einen tödlichen Fehler gemacht und schließlich korrigiert hat. |           |                            |                          |                      |                                       |                                             |                                                                           |
| 101 | 7         | Das Vinculum               | Infinite Regress         | 25. Nov. 1998        | 6. Mai 2000                           | David Livingston                            | Bryan Fuller; Idee: Bryan Fuller, Jimmy Diggs                             |
| 102 | 8         | Inhumane Praktiken         | Nothing Human            | 2. Dez. 1998         | 20. Mai 2000                          | David Livingston                            | Jeri Taylor                                                               |
| 103 | 9         | Dreißig Tage               | Thirty Days              | 9. Dez. 1998         | 13. Mai 2000                          | Winrich Kolbe                               | Kenneth Biller; Idee: Scott Miller                                        |
| 104 | 10        | Kontrapunkt                | Counterpoint             | 16. Dez. 1998        | 27. Mai 2000                          | Les Landau                                  | Michael Taylor                                                            |
| 105 | 11        | Verborgene Bilder          | Latent Image             | 20. Jan. 1999        | 3. Juni 2000                          | Mike Vejar                                  | Joe Menosky; Idee: Eileen Connors, Brannon Braga, Joe Menosky             |
| Bei einer Untersuchung der Besatzung entdeckt der Doktor, dass er Harry Kim offenbar 18 Monate zuvor am Schädel operiert hat, aber weder er noch Kim kann sich daran erinnern. Seven of Nine, die damals noch nicht an Bord war, rekonstruiert zunächst unscharfe Bilder, dann einen Teil der Erinnerungen des Doktors: Er nahm mit Kim und einem jungen weiblichen Fähnrich an einer Shuttle-Mission teil. Beim Angriff eines Außerirdischen wurden Kim und die Frau verletzt; schließlich starb sie. Der Doktor unterrichtet Captain Janeway und Tuvok von seinen Nachforschungen. Auch sie erinnern sich nicht an die Vorkommnisse. Schließlich ermittelt der Doktor, dass Janeway seine Erinnerungen gelöscht hat, während er deaktiviert war. Er konfrontiert sie damit. Sie erklärt ihm, dass er 18 Monate zuvor aufgrund eines Konflikts nicht mehr funktionstüchtig war und sein Programm deshalb geändert werden musste. Bevor dieselbe Prozedur wieder gestartet wird, weist Seven Janeway darauf hin, dass der Doktor keine Maschine ist, sondern ein Individuum. Janeway befiehlt deshalb Torres, seine Erinnerungen wiederherzustellen: Bei der Shuttle-Mission wurden Kim und Fähnrich Jetal tödlich verletzt. Der Doktor musste aus Zeitgründen entscheiden, wen er behandelte. Er operierte Kim; Jetal starb. Da die Entscheidung ihm schwere Schuldgefühle bereitete, löschte Janeway seine Erinnerungen. Der Doktor erlebt nun denselben Konflikt zwischen seiner ursprünglichen Programmierung und seiner neu gewonnenen Individualität. Er will neu programmiert werden. Janeway fragt Seven, ob die ihre Individualität missen möchte. Als sie verneint, beschließt Janeway, die Erinnerungen des Doktors nicht zu löschen. Er wird den Konflikt selbst lösen müssen. |           |                            |                          |                      |                                       |                                             |                                                                           |
| 106 | 12        | Chaoticas Braut            | Bride of Chaotica!       | 27. Jan. 1999        | 17. Juni 2000                         | Allan Kroeker                               | Bryan Fuller, Michael Taylor; Idee: Bryan Fuller                          |
| Tom Paris und Harry Kim spielen eine Episode "Die Abenteuer von Captain Proton" im Kampf gegen Bösewicht Chaotica auf dem Holodeck. Gleichzeitig wird die Voyager in einer Subraumschicht festgehalten und mehr und mehr Systeme fallen aus. Während die Voyager-Crew versucht zu entkommen, können sich Fremde in das Holodeckprogramm beamen, das sie für die Realität halten. Diese werden von Chaotica als Invasoren aus der fünften Dimension als Feinde aufgegriffen und es entbrennt ein Kampf auf dem Holodeck. Captain Janeway als Königin Arachnia, die von Chaotica verehrt wird, und der Doktor, als Präsident der Erde, betreten nun das Holodeckprogramm um den Konflikt mit den Fremden zu deeskalieren und die Voyager wieder flott zu machen. Janeway (Königin Arachnia) becirct Chaotica um, zu verhindern, dass dieser den Todesstrahl einsetzt. Gleichzeitig nimmt der Doktor (Präsident der Erde) Kontakt mit den Fremden auf, um ein Bündnis zu schließen bzw. über die Pläne der Voyager zu informieren. Als Janeway, inzwischen die Braut von Chaotica, versucht dessen Angriff zu verzögern, wird sie gefangen genommen. Auch verursacht die Gegenwehr der Fremden das die Voyager tiefer in den Subraum gezogen wird. Im dramatischen Finale kann sich Janeway befreien und mit Hilfe von Paris, Kim und Doktor den Angriff von Chaotica zu beenden. Somit beenden die Fremden ihren Angriff und die Voyager kann sich aus dem Subraum befreien. |           |                            |                          |                      |                                       |                                             |                                                                           |
| 107 | 13        | Schwere                    | Gravity                  | 3. Feb. 1999         | 5. Aug. 2000                          | Terry Windell                               | Nick Sagan, Bryan Fuller; Idee: Jimmy Diggs, Bryan Fuller, Nick Sagan     |
| 108 | 14        | Euphorie                   | Bliss                    | 10. Feb. 1999        | 1. Juli 2000                          | Cliff Bole                                  | Robert J. Doherty; Idee: Bill Prady                                       |
| 109/110 | 15/16     | Das ungewisse Dunkel       | Dark Frontier            | 17. Feb. 1999        | 11. Dez. 1999                         | Cliff Bole (Teil 1), Terry Windell (Teil 2) | Brannon Braga, Joe Menosky                                                |
| 111 | 17        | Das Generationenschiff     | The Disease              | 24. Feb. 1999        | 22. Juli 2000                         | David Livingston                            | Michael Taylor; Idee: Kenneth Biller                                      |
| 112 | 18        | Endstation: Vergessenheit  | Course: Oblivion         | 3. März 1999         | 29. Juli 2000                         | Anson Williams                              | Bryan Fuller, Nick Sagan; Idee: Bryan Fuller                              |
| 113 | 19        | Der Kampf                  | The Fight                | 24. März 1999        | 24. Juni 2000                         | Winrich Kolbe                               | Joe Menosky; Idee: Michael Taylor                                         |
| 114 | 20        | Die Denkfabrik             | Think Tank               | 31. März 1999        | 12. Aug. 2000                         | Terrence O'Hara                             | Michael Taylor; Idee: Rick Berman, Brannon Braga                          |
| 115 | 21        | Verheerende Gewalt         | Juggernaut               | 26. Apr. 1999        | 19. Aug. 2000                         | Allan Kroeker                               | Bryan Fuller, Nick Sagan, Kenneth Biller; Idee: Bryan Fuller              |
| 116 | 22        | Liebe inmitten der Sterne  | Someone to Watch Over Me | 28. Apr. 1999        | 26. Aug. 2000                         | Robert Duncan McNeill                       | Michael Taylor; Idee: Brannon Braga                                       |
| 117 | 23        | 23:59                      | 11:59                    | 5. Mai 1999          | 2. Sep. 2000                          | David Livingston                            | Joe Menosky; Idee: Brannon Braga, Joe Menosky                             |
| 118 | 24        | Zeitschiff Relativity      | Relativity               | 12. Mai 1999         | 9. Sep. 2000                          | Allan Eastman                               | Bryan Fuller, Nick Sagan, Michael Taylor; Idee: Nick Sagan                |
| 119 | 25        | Geheimnisvolle Intelligenz | Warhead                  | 19. Mai 1999         | 16. Sep. 2000                         | John Kretchmer                              | Michael Taylor, Kenneth Biller; Idee: Brannon Braga                       |
| 120 | 26        | Equinox – Teil 1           | Equinox                  | 26. Mai 1999         | 14. Okt. 2000                         | David Livingston                            | Brannon Braga, Joe Menosky; Idee: Rick Berman, Brannon Braga, Joe Menosky |